# الجامعة الألمانية للعلوم التطبيقية
الجامعة الألمانية للعلوم التطبيقية (بالألمانية: IU Internationale Hochschule) هي جامعة خاصة للعلوم التطبيقية مقرها في إرفورت بألمانيا. وتقدم الجامعة برامج تعليمية في الحرم الجامعي باللغتين الألمانية والإنجليزية. مع أكثر من 100,000 طالب مسجل، تعد الجامعة الدولية للعلوم التطبيقية أكبر جامعة معتمدة من قبل الدولة في ألمانيا اعتبارًا من الفصل الصيفي لعام 2021، وتتميز بأنها من بين أكبر الجامعات في العالم.

## تاريخ الجامعة
تأسست الجامعة الألمانية للعلوم التطبيقية في عام 1998 باسم جامعة باد هونيف)، وتم فتح أول فصل دراسي لأول مرة الفصل الدراسي الشتوي لعام 2000/2001 مع 23 طالبًا.
في يوليو 2009، اعتمد مجلس التعليم والعلوم الإنسانية الألماني الجامعة، وفي عام 2010 أصبحت عضواً في مؤتمر رؤساء الجامعات الألمانية.
وفي منتصف عام 2013، اندمجت الجامعة مع جامعة آدم يو إس للعلوم التطبيقية، وفي مارس 2016 اندمجت مع جامعة هل في بريمن وبدأت منذ ذلك الحين في تقديم برامج دراسية مزدوجة مع جامعة هل.
في أكتوبر 2017، تم تغيير اسمها إلى الجامعة الدولية الألمانية للعلوم التطبيقية.

## الاعترافات الدولية
تم الاعتراف بالجامعة من قبل الدولة منذ عام 1999 وتم اعتمادها من قبل مجلس العلوم والعلوم الإنسانية الألماني في عامي 2009 و2021. بالإضافة إلى ذلك، تم اعتماد برامجها الدراسية وكذلك إدارة الجودة الداخلية للجامعة من قبل مؤسسة الاعتماد لإدارة الأعمال الدولية (FIBAA) وصحلت أيضًَا على اعتراف الاعتماد الألماني.
وفي عام 2021 حصلت الجامعة على اعتماد يونسكو.

## تواجد الجامعة
يوجد الحرم الجامعي حالياً في 28 موقعًا: أوغسبورغ، باد هونيف، برلين، بيليفيلد، براونشفايج، بريمن، كولونيا، دورتموند، درسدن، دويسبورغ، دوسلدورف، إرفورت، إيسن، فرانكفورت، فرايبورغ، هامبورغ، هانوفر، كارلسروه، لايبزيغ، لوبيك، ماينتس، مانهايم، ميونخ، مونستر، نورمبرغ، بينه (حتى نهاية عام 2021). وفي عام 2022، تمت إضافة المواقع التالية: آخن، بوخوم، كاسل، كيل، مونشنغلادباخ، بوتسدام، رافنسبورغ، ريغنسبورغ، روستوك، زاربوركن، وفوبرتال.